# 899
Cette page concerne l'année 899  du calendrier julien. Pour l'année 899 av. J.-C., voir 899 av. J.-C.
L'année 899 est une année commune qui commence un lundi.

## Événements
- 11 mars : stèle de  Telahap, la première connue du règne de Balitung, roi de Mataram, à Java (fin de règne en 911)[1].
- 6 mai : consécration du sanctuaire préroman de Saint-Jacques-de-Compostelle[2]. Début des pèlerinages.
- Juin : Charles le Simple est à Verberie. Durant l'été, il tient un plaid sur les bords de l'Oise, durant lequel il fait la paix avec Zwentibold et Baudouin II de Flandre se réconcilie avec Herbert de Vermandois.
- Août : premiers raids hongrois en Lombardie et en Vénétie[3].
- 1er septembre[4] : publication du Kletorologion, un traité des préséances dans l'Empire byzantin (taktikon) composé par le maître des cérémonies Philotheos.
- 24 septembre : les Hongrois mettent les troupes italiennes de Bérenger Ier de Frioul en déroute sur la Brenta. Ils mettent à sac l'abbaye de Nonantola[5]. À leur retour, les Hongrois ravagent la Bavière. Ils pillent les monastères, dévastent et dépeuplent les campagnes, évitant les villes fortifiées.
- 26 octobre : à la mort d’Alfred le Grand, toute l’Angleterre du Sud est libérée des Danois. Son fils Édouard l'Ancien devient roi du Wessex (fin de règne en 924)[6].
- Novembre : les Vikings ravagent la région entre l'Oise et la Meuse[7].

- En Espagne, le chef des révoltés de Bobastro, Omar Ben Hafsun, se serait converti au christianisme[8].
- Réginon de Prüm doit quitter sa charge d'abbé de Prüm à la suite d'intrigues. Il se rend à Trèves, où l'évêque Radbod le nommé abbé de Saint-Martin ou de Saint-Maximin[9].